# The Ultimate Warrior
Warrior (født James Brian Jim Brian Hellwig 16. juni 1959 - 8. april 2014) var en tidligere amerikansk wrestler, der er mest kendt for sin succes i World Wrestling Federation (WWF) i slutningen af 1980'erne og starten af 1990'erne under ringnavnet Ultimate Warrior. I den periode vandt han WWF's VM-titel fra Hulk Hogan ved pay-per-view-showet WrestleMania VI.
I 1993 ændrede han sit rigtige navn til Warrior. Efter et par forsøg på comeback i WWF (i dag WWE) i både 1992 og 1996, fik han sin debut hos konkurrenten World Championship Wrestling (WCW), hvor han wrestlede – bl.a. mod Hulk Hogan – i en kort periode i 1998. Warrior indstillede karrieren i 1999, men gjorde comeback i 2008 i en enkelt kamp i den italienske wrestlingorganisation Nu-Wrestling Evolution, hvor han besejrede den regerende mester Orlando Jordan i Barcelona, Spanien. Siden han indstillede wrestling-karrieren, har han arbejdet som foredragsholder.
I 2005 udgav World Wrestling Entertainment (WWE) dokumentaren The Self-Destruction of the Ultimate Warrior, der delvist hylder hans karriere, men også ser meget kritisk på hans opførsel og evner inden for og uden for ringen. Warrior medvirkede ikke selv på dvd'en og har efterfølgende udtrykt forargelse over indholdet. WWE forsøgte i årene efter at mildne forholdet, og i 2013 genoptog partnerne forretningsforbindelserne. I 2014 blev Ultimate Warrior indsat i WWE Hall of Fame, og WWE udgav en ny dvd, der udelukkende hylder hans karriere.
Blot få dage efter han blev indsat i Hall of Fame, kollapsede Ultimate Warrior foran sit hotel i Arizona, og blev erklæret død ved ankomsten til hospitalet. Han blev 54 år.

## Wrestlingkarriere

### Universal Wrestling Federation (1985-1986)
Hellwig startede sin karriere under ringnavnet Jim "Justice" Hellwig. Han og Steve Borden, der senere blev kendt under ringnavnet Sting, dannede tagteamet Blade Runners, og Hellwig ændrede sit ringnavn til Blade Runner Rock. De wrestlede for wrestlingorganisationen Mid-South Wrestling, som senere blev til Universal Wrestling Federation (UWF). Hellwig forlod organisationen i 1986.

### World Class Championship Wrestling (1986-1987)
I 1986 skrev Hellwig kontrakt med wrestlingorganisationen World Class Championship Wrestling (WCCW), der havde base i Texas, USA. Her wrestlede han for $50 om aftenen. Han fik ringnavnet Dingo Warrior, fordi han lignede en kriger. Sammen med Lance Von Erich vandt han WCWA World Tag Team Championship i november 1986. De tabte VM-bælterne måneden efter. I februar 1987 vandt Dingo Warrior WCWA Texas Heavyweight Championship fra Bob Bradley. Dingo Warrior mistede titlen, da han forlod organisationen i april 1987 og skrev kontrakt med World Wrestling Federation (WWF).

### World Wrestling Federation (1987-1991)
I World Wrestling Federation (WWF) fik han ringnavnet Ultimate Warrior, og han blev kendt for sine energiske måde at løbe op til ringen på. Han løb med fuld fart ind i arenaen og op i ringen, hvor han voldsomt rystede i ringrebene. Derudover havde han letgenkendelig ansigtsmaling.
Ultimate Warrior vandt WWF Intercontinental Championship to gange i sin tid i WWF, og begge titelsejre fandt sted ved WWF's SummerSlam – hhv. SummerSlam i 1988, hvor han besejrede Honky Tonk Man (på 31 sekunder), og året efter, hvor han besejrede Rick Rude. Mange troede, at Ultimate Warrior ville blive den største stjerne i 1990'erne og blive efterfølgeren til Hulk Hogan, der havde været den største stjerne i 1980'erne. Han havde et par konfrontationer med Hulk Hogan, bl.a. ved WWF's Royal Rumble i januar 1990, og de to blev sat til at mødes i en VM-titelkamp ved WrestleMania VI d. 1. april 1990. VM-titelkampen blev én af de mest omtalte wrestlingkampe nogensinde, og både Hulk Hogans VM-titel og Ultimate Warriors titel var på spil i kampen. Ultimate Warrior vandt kampen, efter at han havde undgået Hogans "leg drop", der ellers havde givet Hogan mange sejre gennem årene. Ultimate Warrior blev den første wrestler, der besejrede Hulk Hogan på fair vis.
Ultimate Warrior forsvarede VM-titlen mod bl.a Rick Rude og Ted DiBiase. I januar 1991 blev han besejret af Sgt. Slaughter ved WWF's Royal Rumble. Sgt. Slaughter fik i kampen hjælp af Randy Savage, der slog Ultimate Warrior i hovedet med en metalscepter. Ultimate Warrior fik dog revanche mod Randy Savage ved WWF's WrestleMania nogle måneder senere, hvor han vandt en Retirement match, og Savage var tvunget til at indstille karrieren.
Ultimate Warrior begyndte herefter en fejde med The Undertaker, hvor The Undertaker bl.a. lukkede ham inde i en kiste. Jake Roberts tilbød Ultimate Warrior sin hjælp i fejden mod The Undertaker, men det viste sig senere, at han arbejdede sammen med The Undertaker. Det indledte en fejde mellem Ultimate Warrior og Jake Roberts, men en reel kamp kom aldrig til at finde sted. Inden en tagteam-kamp med Hulk Hogan ved WWF's SummerSlam i august 1991 havde Ultimate Warrior forlangt langt flere penge inden kampen, ellers ville han ikke dukke op. WWF's ejer Vince McMahon gik modvilligt med til hans forslag, men fyrede Ultimate Warrior umiddelbart efter kampen. Det satte imidlertid en stopper for Ultimate Warriors karriere.

### Comeback i WWF (1992)
Ultimate Warrior fik dog chancen for at vende tilbage til World Wrestling Federation året efter. Han gjorde comeback i WWF ved WrestleMania VIII, hvor han reddede Hulk Hogan fra at blive tævet af Sid Vicious og Papa Shango. Han indledte en fejde med Papa Shango, hvor Shango forheksede ham. Mod slutningen af 1992 skulle Ultimate Warrior have dannet hold med sin tidligere rival Randy Savage, der også var vendt tilbage til WWF. Det skete dog aldrig, da WWF og Ultimate Warrior endnu engang kom på kant med hinanden. De var uenige om, hvem der havde rettighederne til navnet Ultimate Warrior, og hvordan Ultimate Warrior skulle bruges som wrestler i WWF. WWF påstod desuden, at de måtte fyre ham, fordi han var blevet testet positiv for brug af ulovlige steroider. Warrior påstår dog, at han har testresultater, der beviser, at han ikke brugte steroider i denne periode. Ultimate Warrior blev erstattet af Curt Hennig i kampen ved WWF's Survivor Series.

### Endnu et comeback i WWF (1996)
Efter næsten fire år væk fra wrestling gjorde Ultimate Warrior endnu engang comeback i WWF i 1996. Ved WrestleMania XII besejrede han uden problemer en ung Triple H, og senere havde han desuden fejder med Goldust og Jerry Lawler. WWF fyrede dog endnu engang Ultimate Warrior, da han tog fri fra wrestling for at sørge over tabet af sin far. WWF's ejer Vince McMahon påstod, at Ultimate Warrior ikke havde set sin far i 10 år, og derfor ikke behøvede at tage fri. Ultimate Warrior forklarede, at grunden til, at han ikke dukkede op til en række shows var, at WWF solgte merchandise uden at give ham en vis procentdel af salget. Ultimate Warrior havde sin sidste kamp i WWF d. 8. juli under en episode af WWF's ugentlige tv-program RAW, hvor han besejrede Owen Hart.

### World Championship Wrestling (1998)
Warrior skrev kontrakt med World Championship Wrestling (WCW) i 1998. Hans debut tiltrak mange fans og sikrede WCW høje seertal i en periode. Warrior dannede en gruppe kendt som One Warrior Nation (OWN), der skulle stå over for Hollywood Hogans gruppe New World Order (nWo). Hollywood Hogan wrestlede også i WCW og var i mellemtiden blev heel-wrestler. Ultimate Warrior kidnappede og konverterede Hogans gode ven, The Disciple, som kort efter blev det eneste medlem af One Warrior Nation foruden Warrior selv.
Warrior deltog kun i tre kampe i WCW. Hans debutkamp fandt sted ved WCW's Fall Brawl i september 1998, hvor han kæmpede om en VM-titelkamp mod Goldberg sammen med otte andre wrestlere. Kampen blev vundet af Diamond Dallas Page. Warrior deltog stort set ikke i kampen, og han kom egentlig kun til ringen for at jage Hollywood Hogan væk. Nogle uger senere vandt han og Sting over Hollywood Hogan og Bret Hart under en episode af WCW's ugentlige tv-program WCW Monday Nitro. Også i denne kamp var det meget begrænset, hvad Warrior bidrog med. Warrior sidste kamp i WCW var mod Hollywood Hogan ved WCW's Halloween Havoc i oktober. Warrior tabte kampen, der af mange bliver betragtet som én af de dårligste kampe nogensinde ved et pay-per-view-show i WCW. WCW påstår, at de forsøgte at forlænge Warriors kontrakt, men han simpelthen forlangte for mange penge, og forhandlingerne blev derfor stoppet. Warrior sidste optræden i WCW var aftenen efter Halloween Havoc under en episode af WCW Monday Nitro, hvor han jagede medlemmer af nWo Hollywood ud af ringen. Warrior indstillede officielt karrieren året efter.

### Nu-Wrestling Evolution (2008)
Warrior gjorde endnu engang comeback til wrestling efter næsten 10 års pause, da han udfordrede Orlando Jordan til en kamp om NWE World Heavyweight Championship i den europæiske wrestlingorganisation Nu-Wrestling Evolution. Warrior besejrede Orlando Jordan 25. juni 2008, men straks efter sejren erklærede han titlen for ledig. Warrior haltede til ringen pga. en knæskade, og han havde mistet pusten nogle få minutter inde i kampen. Publikummet var generelt set stille, og kampen er blevet sablet ned af fans og kritikere.

### WWE Hall of Fame (2013-2014)
I sommeren 2013 medvirkede Warrior i et computerspil hos WWE, og han genoptog samarbejdet med organisationen, der gjorde ham til en verdensstjerne næsten to årtier tidligere. I januar 2014 annoncerede WWE, at Ultimate Warrior ville blive optaget i WWE Hall of Fame. Aftenen før WrestleMania XXX blev Ultimate Warrior optaget med en fire-timer lang ceremoni, hvor han for første gang optrådte på WWE-tv siden 1996. Warrior havde sin kone og to børn med sig til showet. Ved WrestleMania XXX blev han hyldet sammen med de andre Hall of Fame'ere, heriblandt Scott Hall og Jake Roberts, foran 70.000 tilskuere.
Aftenen efter WrestleMania XXX optrådte Warrior for første gang på WWE's ugentlige tv-program Monday Night Raw siden 8. juli 1996 - dengang besejrede han Owen Hart i en kamp under showet. Warrior holdt en mindeværdig tale til ære for hans fans.
Tirsdag eftermiddag den 8. april - mindre end 24 timer efter sin Raw-optræden - døde Warrior af et voldsomt hjerteanfald.

## Død
Warrior døde tirsdag den 8. april 2014. Han var blevet optaget i WWE Hall of Fame tre dage før og havde netop optrådt ved WrestleMania XXX om søndagen og på WWE's ugentlige tv-program Monday Night Raw aftenen før.
Warrior kollapsede klokken 17.50 lokal tid i delstaten Arizona på vej til sin bil sammen med sin kone Dana A. Warrior. Han blev 54 år. Dødsårsagen var et kraftigt hjerteanfald. Både Warriors far og farfar døde af hjerteanfald, mens de var i deres 50'ere.

## VM-titler
The Ultimate Warrior er blevet verdensmester én gang i karrieren, da han i World Wrestling Federation (WWF) vandt WWF Championship. Han blev den første til på fair vis at besejre Hulk Hogan i WWF og holdt VM-titlen i 293 dage. Han blev i samme ombæring den første i WWF der havde både WWF Championship og WWF Intercontinental Championship på samme tid.
| Nr. | VM-titel         | Modstander | Org. | Dato          | Show            | Dage | Efterfølger    |
| --- | ---------------- | ---------- | ---- | ------------- | --------------- | ---- | -------------- |
| 1   | WWF Championship | Hulk Hogan | WWF  | 1. april 1990 | WrestleMania VI | 293  | Sgt. Slaughter |